# キリスト教圏の七勇士
キリスト教圏の七勇士（キリストきょうけんのしちゆうし、英語: Seven Champions of Christendom）とは、聖ジョージ（ゲオルギオス）、聖アンドリュー（アンデレ）、聖パトリック、聖デニス（サン・ドニ）、聖ジェームス（大ヤコブ）、聖アンソニー（パドヴァのアントニオ）、聖デイヴィッドらを指す添え名である。彼らはそれぞれイングランド、スコットランド、アイルランド、フランス、スペイン、ポルトガル、ウェールズの守護聖人である。
勇士たちはキリスト教芸術・民間伝承で英雄的な戦士として描かれている。最も特筆すべきはリチャード・ジョンソンによる1596年の書籍『キリスト教圏の七勇士の有名な歴史』（英語: Famous Historie of the Seaven Champions of Christendom）である。彼ら7人をひとまとめにしたこと、彼らの添え名、そしてジョンソンの本における彼らの冒険譚の大半は、完全にジョンソンに責任がある。ジョンソンの本はのちにウィリアム・ヘンリー・ジャイルズ・キングストンによって現代英語で書き直された。
伝説では神が聖ジェームスをムーア人と戦わせるためにクラビホの戦いに送る様子がしばしば描かれており（サンティアゴ・マタモロス）、一方で聖ジョージは竜殺しの騎士であると考えられている（聖ゲオルギオスと竜）。聖パトリックがすべての蛇をアイルランドから追い出したという伝説も非常に有名である。個々の七勇士の物語は暗黒時代のヨーロッパで人気であったが、それらを初めて一つにまとめたのはジョンソンである。七勇士のうち4名――聖アンドリュー、聖ジョージ、聖ジェームス、聖デニスは、殉教者として死亡している。ジョンソンは、他の3名も殉教者であり、聖ジョージ・聖ジェームス以外の勇士も遍歴の騎士であるというアイデアの発明者であった。